# Чижівка (річка)
Чижівка — річка в Україні, у Звягельському районі Житомирської області. Права притока Случі (басейн Дніпра).

## Опис
Довжина річки приблизно 2,8 км.

## Розташування
Бере початок на північному заході від Вершниці. Тече переважно на північний захід і у Чижівці впадає у річку Случ, праву притоку Горині.